# انتخابات الرئاسة التشيلية 1856
انتخابات الرئاسة التشيلية 1856 هي الانتخابات الرئاسية التي جرت في 1856، فاز بالانتخابات مانويل مونت.